# Карабинијери
Карабинијери (итал. Arma dei Carabinieri), често неправилно и карабињери, један је од четири рода Оружаних снага Италије, са самосталним положајем у оквиру Министарства одбране Италије. То је војнополицијска јединица у сталној служби јавне безбедности.

## Униформа
Обична црна униформа је и у зимском и у летњем периоду (разликују се само по дебљини тканине), јакна са четири сребрна дугмета, бела кошуља са црном краватом.

## О карабинијерима
Ова војно-полицијска формација је основана 13. јула 1814. Данас броји 118.716 припадника (по подацима из 2011. године). Припадају НАТО алијанси.

## Марш
Марш: La Fedelissima.

## Мото
Мото карабинијера је «NEI SECOLI FEDELE» (Увек веран). Мото је настао 1914. као хералдички мото одобрен од стране полиције Виториа Емануела III 10.11.1933. у примени закона марта 24, 1932 н. 293, који обухвата одреднице оружја за италијанску војску.

## Празник
Датум 5. јуна, био је ангажован као празник карабинијера, у обележавању 5. јуна 1920, на дан који је освојио златну медаљу за војне заслуге и храброст за учешће карабинијера у рату. Мотивација која је пратила медаљу гласи:"Rinnovellò le sue più fiere tradizioni con innumerevoli prove di tenace attaccamento al dovere e di fulgido eroismo, dando validissimo contributo alla radiosa vittoria delle armi d'Italia".

## Химна
Химну Девица Фиделис (ита.Virgo Fidelis) је компоновао професор Марио Скоти који се води у везу са текстом, а музика је дело Доменика Фантинија.

## Возила
| CC AA 000 |